# Sint Lucas Andreas Ziekenhuis

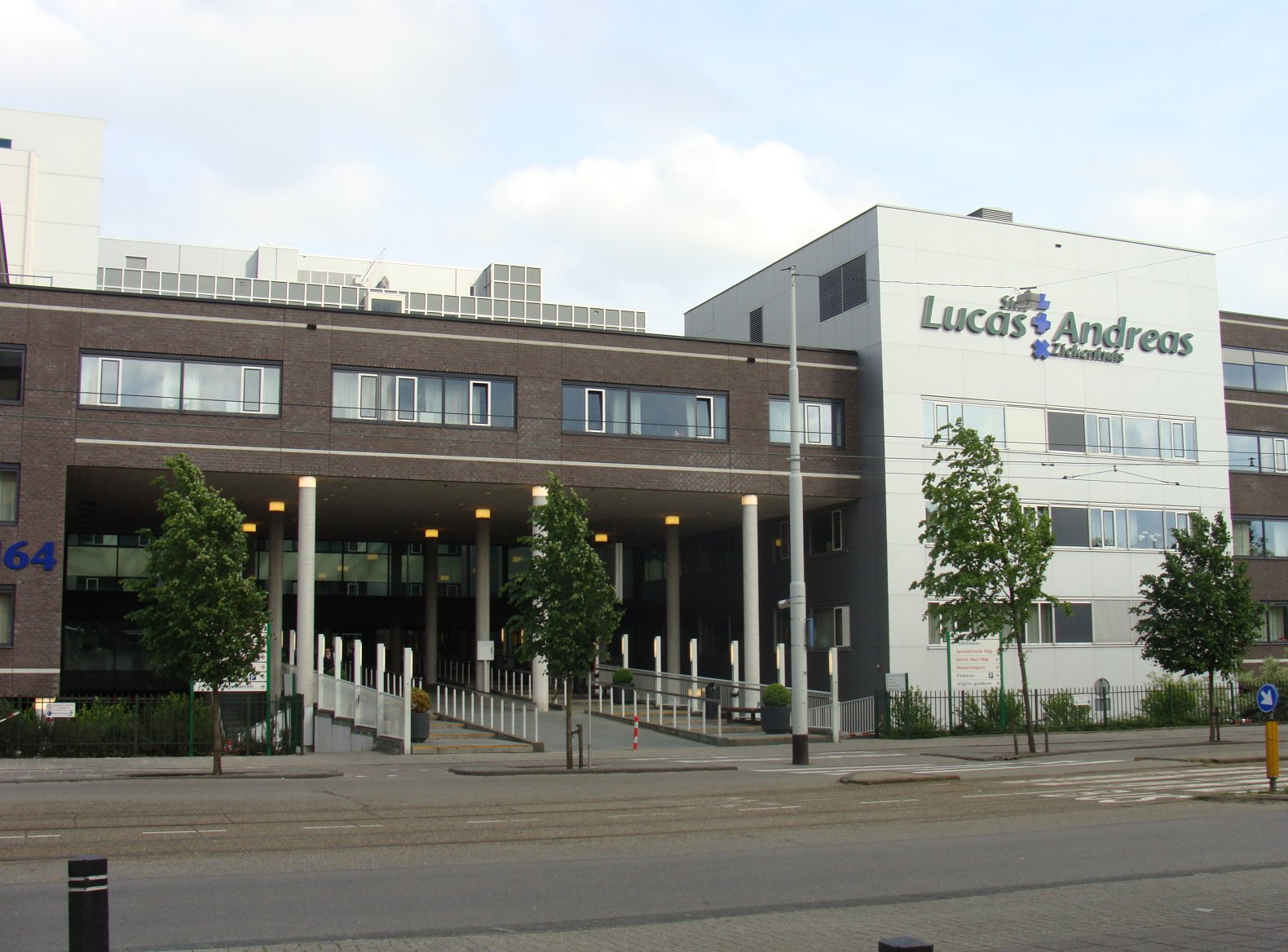
Hoofdingang van het Sint Lucas Andreas Ziekenhuis aan de Jan Tooropstraat in Amsterdam Nieuw-West.

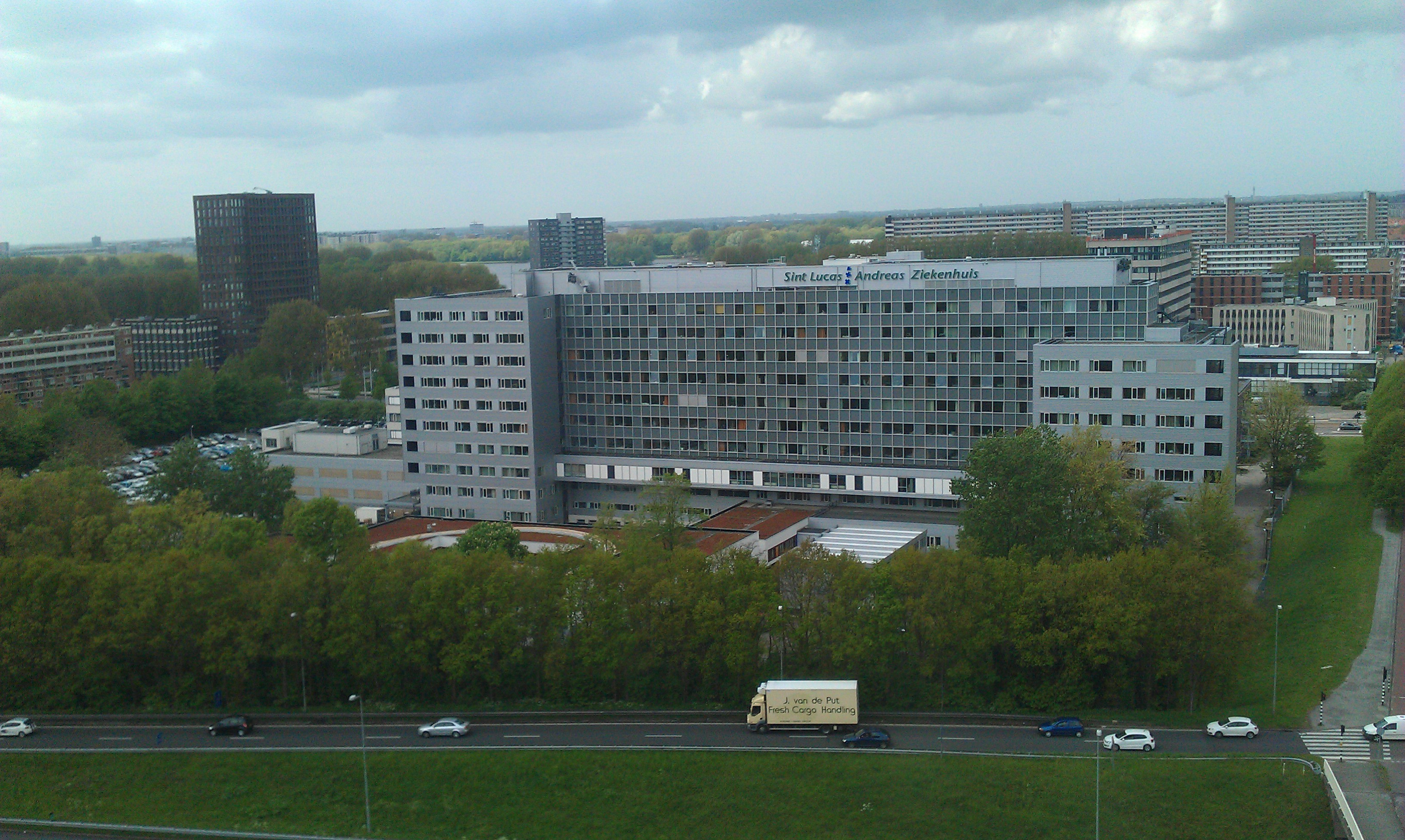
Sint Lucas Andreas ziekenhuis, gezien vanuit het oosten.

Het Sint Lucas Andreas Ziekenhuis is een voormalig christelijk ziekenhuis in Amsterdam Nieuw-West. Het ziekenhuis ontstond uit een fusie tussen het Sint Lucas Ziekenhuis en het Andreas Ziekenhuis op 1 januari 1996. Deze beide voorlopers van het Sint Lucas Andreas Ziekenhuis hebben elk een lange geschiedenis.
Op 1 maart 2013 fuseerde het Sint Lucas Andreas Ziekenhuis in bestuurlijk opzicht met het Onze Lieve Vrouwe Gasthuis (OLVG) in Amsterdam-Oost. De namen van de beide ziekenhuizen bleven hetzelfde en ook de meeste afdelingen bleven intact tot 2015 toen het Sint Lucas Andreas werd hernoemd tot OLVG, locatie West en het bestaande Onze Lieve Vrouwe Gasthuis tot OLVG, locatie Oost. Het gecombineerde ziekenhuis is nu het grootste in Amsterdam.

## Geschiedenis

### Sint Lucas Ziekenhuis
Het Sint Lucas is begonnen als dependance van het Onze Lieve Vrouwe Gasthuis (OLVG) en was daarmee het tweede rooms-katholieke ziekenhuis in Amsterdam. Het werd kort na de Tweede Wereldoorlog opgericht in de Westelijke Tuinsteden van Amsterdam. Het ontbrak in deze nieuwe wijken, zoals Slotermeer, Geuzenveld, Slotervaart en Osdorp, tot die tijd aan ziekenhuisdekking. De ontwerpopdracht werd in 1957 verleend aan de Heerlense architect Frits Peutz. Diens ontwerp bestond uit twee in elkaar geschoven T-vormen, waarvan de ene tien en de andere vier verdiepingen telde. Het was zó ontworpen dat het eenvoudig kon worden uitgebreid. Het ziekenhuis kreeg tal van moderne snufjes, zoals roltrappen, interne radio-omroep en buizenpost. De bouwkosten bedroegen veertien miljoen gulden. Het gebouw aan de Jan Tooropstraat werd in 1966 in gebruik genomen en telde toen 450 bedden (wiegen op de kraamafdeling niet meegerekend). Het werd op 8 juni 1968 officieel geopend door prins Bernhard. Het pand werd aanvankelijk gezien als tijdelijk en was tegen relatief lage kosten gebouwd. In 1982 werd de dependance van het OLVG zelfstandig onder de naam Sint Lucas Ziekenhuis.

### Andreas Ziekenhuis

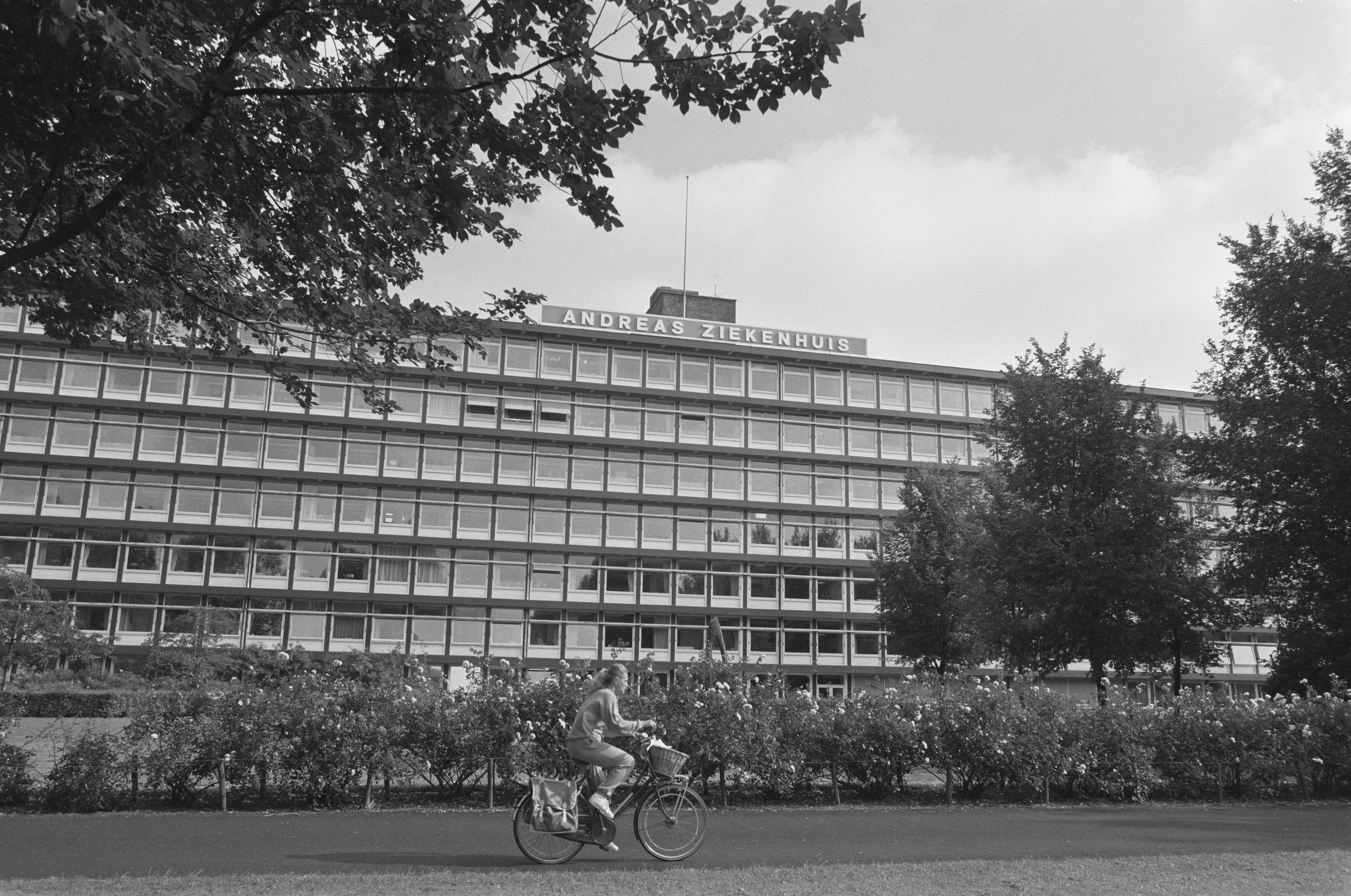
Het Andreas Ziekenhuis in 1988.

Het Andreas Ziekenhuis is voortgekomen uit de Nederlandse Hervormde Diaconessen Inrichting (NHDI), die werd opgericht in 1891. Indertijd werd de zorg voor zieken voornamelijk door diaconessen uitgevoerd vanuit de kerken. De NHDI begon vanuit een ziekenhuis aan de Keizersgracht, maar verhuisde in 1912 wegens ruimtegebrek naar een locatie aan de Overtoom, destijds aan de rand van de stad. Toen deze locatie te klein was geworden werd in 1969 aan de Theophile de Bockstraat een nieuw ziekenhuis gebouwd, naar ontwerp van architect Marius Duintjer. Als naam werd gekozen voor het "Andreas Ziekenhuis", om de christelijke achtergrond te benadrukken.

## Fusie
Het kleinere Andreas Ziekenhuis raakte echter in problemen en dreigde te moeten sluiten. Het Sint Lucas Ziekenhuis wilde juist uitbreiden en zo werd de fusie in 1996 een feit. Het gebouw van het Sint Lucas aan de Jan Tooropstraat bleek de tand des tijds een stuk beter doorstaan te hebben dan vooraf bij de bouw gepland. Het gebouw bleef na renovatie in gebruik, en werd uitgebreid met nieuwbouw. Het gebouw van het Andreas Ziekenhuis werd gebruikt tot 2004 en in 2005 gesloopt, waarna hier de nieuwbouwwijk Andreas Ensemble verrees.

## Logo
Het logo van het ziekenhuis kende de woorden Lucas en Andreas, samengevoegd met drie verticale kruisen, als in het Amsterdamse stadswapen. Het bovenste kruis heeft een "L"-vorm (verwijzend naar Lucas), het middelste is een plusteken, en het onderste een Andreaskruis.

## Radio
Ferry de Groot, Hans Hogendoorn, Nico Steenbergen en Leo van der Goot werkten de late jaren zestig bij Radio Lucas, de ziekenomroep van het Sint Lucas Ziekenhuis in Amsterdam en vervolgens gezamenlijk ook bij Radio Nordsee International op het zendschip Mebo II, later Radio Noordzee in Hofstede ‘Oud-Bussum’ in Naarden.